# Hospice du Grand-Saint-Bernard
 (juin 2012).
L'hospice du Grand-Saint-Bernard, anciennement Montjoux, est un hospice situé au col du Grand-Saint-Bernard en Suisse. Sa mission d'accueil des voyageurs et des pèlerins est confiée à la congrégation des Chanoines réguliers du Grand-Saint-Bernard. Son prieur est Jean-Michel Lonfat.

## Géographie
Il est situé au col du Grand-Saint-Bernard dans les Alpes pennines, à 2 473 mètres d'altitude. La frontière avec l'Italie passe à quelques centaines de mètres au sud en contrebas.

## Histoire
Au IXe siècle, un premier hospice (ou monastère) existe au pied du col (côté Suisse), à Bourg-Saint-Pierre. Il est mentionné pour la première fois vers 812-820. Le monastère du Mont-Joux est dédié à saint Pierre (abbatia montis Jovis Sancti Petri). Le col du Grand-Saint-Bernard porte le nom de Mont-Joux (Mons Iovis) à cette période. Le monastère de Bourg-Saint-Pierre est détruit par des incursions de Sarrasins au milieu du Xe siècle, probablement en 940, date à laquelle ils occupent aussi Saint-Maurice.
Vers 1050, saint Bernard d'Aoste (de Menthon ou du Mont-Joux, ancien nom du col du Grand-Saint-Bernard), archidiacre d'Aoste, voyant régulièrement des voyageurs arriver terrorisés et détroussés, décide de mettre fin aux brigandages dans la montagne. Dans ce but, il fonde, au col du Grand-Saint-Bernard, l'hospice qui portera plus tard son nom. L'église de l'hospice est dédiée à saint Nicolas. Il faut préciser que c'est seulement dans un document de 1125 que l'on trouve la première mention de l'église dans les textes.
Le château-Verdun est bâti entre le Xe et le XIe siècle à Saint-Oyen, à mi-chemin entre Aoste et le col du Grand-Saint-Bernard, pour constituer aussi bien un lieu d'arrêt pour les voyageurs et les pèlerins. Il appartient depuis 1137 aux chanoines du Grand-Saint-Bernard, à la suite d'une donation d'Amédée III de Savoie.
L'hospice du Grand-Saint-Bernard est placé sous la juridiction de l'évêque de Sion, préfet et comte du Valais. Cette particularité explique le fait que l'intégralité du col se situe aujourd'hui en territoire suisse.
En 1823, le bâtiment de l'hospice est surélevé d'un étage sous la direction de l'architecte lausannois Henri Perregaux.
L'hospice du Grand-Saint-Bernard servait de noviciat. C'est ici que le bienheureux Maurice Tornay (1910-1949) fit ses études avant de partir pour le Yunnan.

## Les tombeau et cénotaphe de Desaix
C'est à l'hospice du Grand-Saint-Bernard que repose le général Desaix (17 août 1768-14 juin 1800) tombé à la bataille de Marengo. Dès le mois de juin 1800, Bonaparte ordonne l'édification de son tombeau au Grand-Saint-Bernard, bien que Desaix n'ait pas traversé les Alpes avec l'armée de réserve. Le corps du jeune général, demeuré à Milan depuis 1800, est inhumé à l'hospice du Grand-Saint-Bernard en 1805 en présence de Louis-Alexandre Berthier représentant l'Empereur français. Un monument commémoratif du sculpteur Jean-Guillaume Moitte est installé en 1806 dans la chapelle puis déplacé en 1829. Depuis lors, Desaix repose anonymement dans la chapelle, sous l'autel consacré à sainte Faustine. Son tombeau sculpté, devenu cénotaphe, a été placé en 1979 dans l'escalier qui sépare le rez-de-chaussée de l'actuelle bibliothèque du premier étage.

## Le chien Saint-Bernard
C'est à l'hospice qu'a été créée la race dite du chien du Saint-Bernard, issue de croisements de chiens probablement offerts par des familles valaisannes dans les années 1660-1670. Une première mention en est faite en 1709. L'élevage avait initialement pour but de fournir des chiens de garde et de défense à l'hospice avant qu'ils ne deviennent des chiens de secours en montagne. L'élevage a été transféré à une fondation, la fondation Barry située à Martigny (du nom du chien Barry), en 2004. Cette fondation s'est engagée à maintenir la race et à laisser des chiens à l'hospice l'été.

## L'Hospice du Grand-Saint-Bernard dans la culture
- 1923 : Visages d'enfants, film de Jacques Feyder

## Galerie

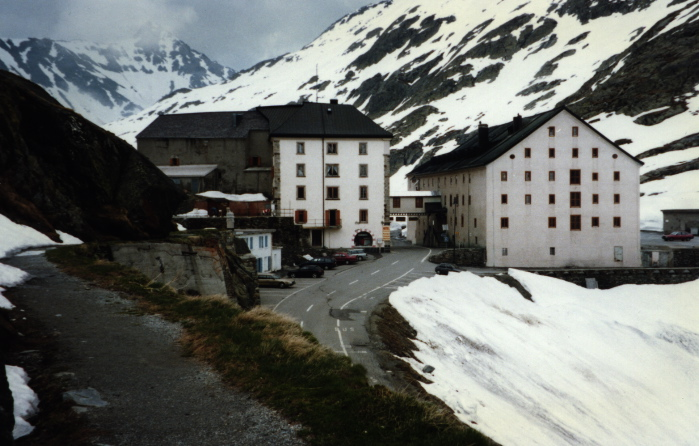
Hospice du Grand-Saint-Bernard, avec l'ancienne route au premier plan.
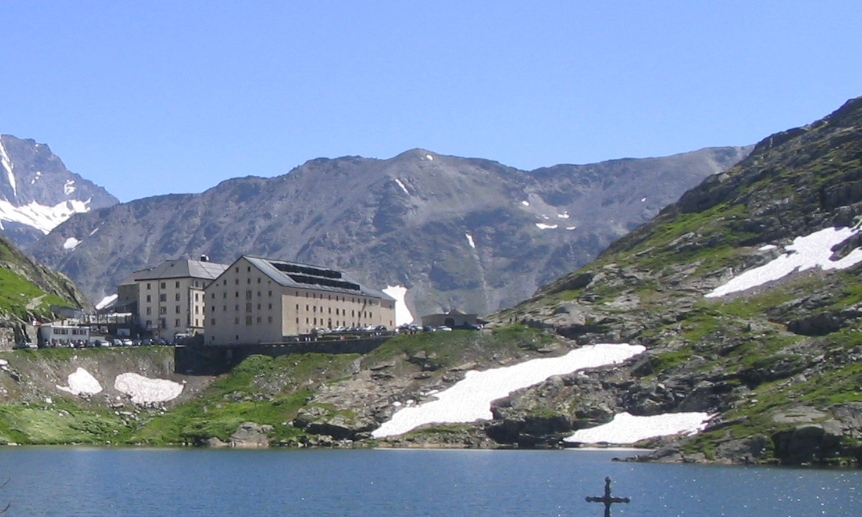
Vue depuis le lac.
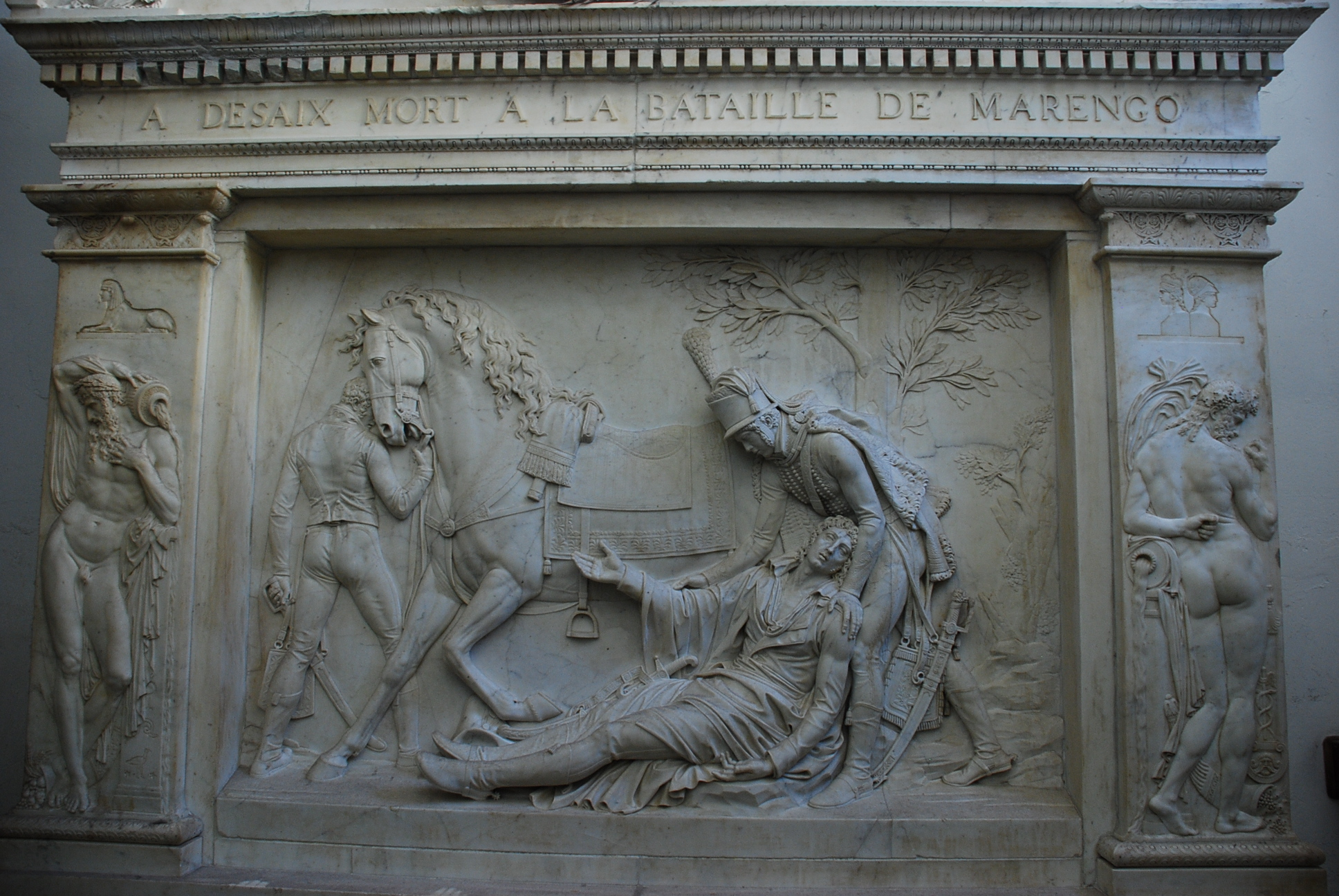
Cénotaphe de Desaix à l'intérieur de l'hospice.
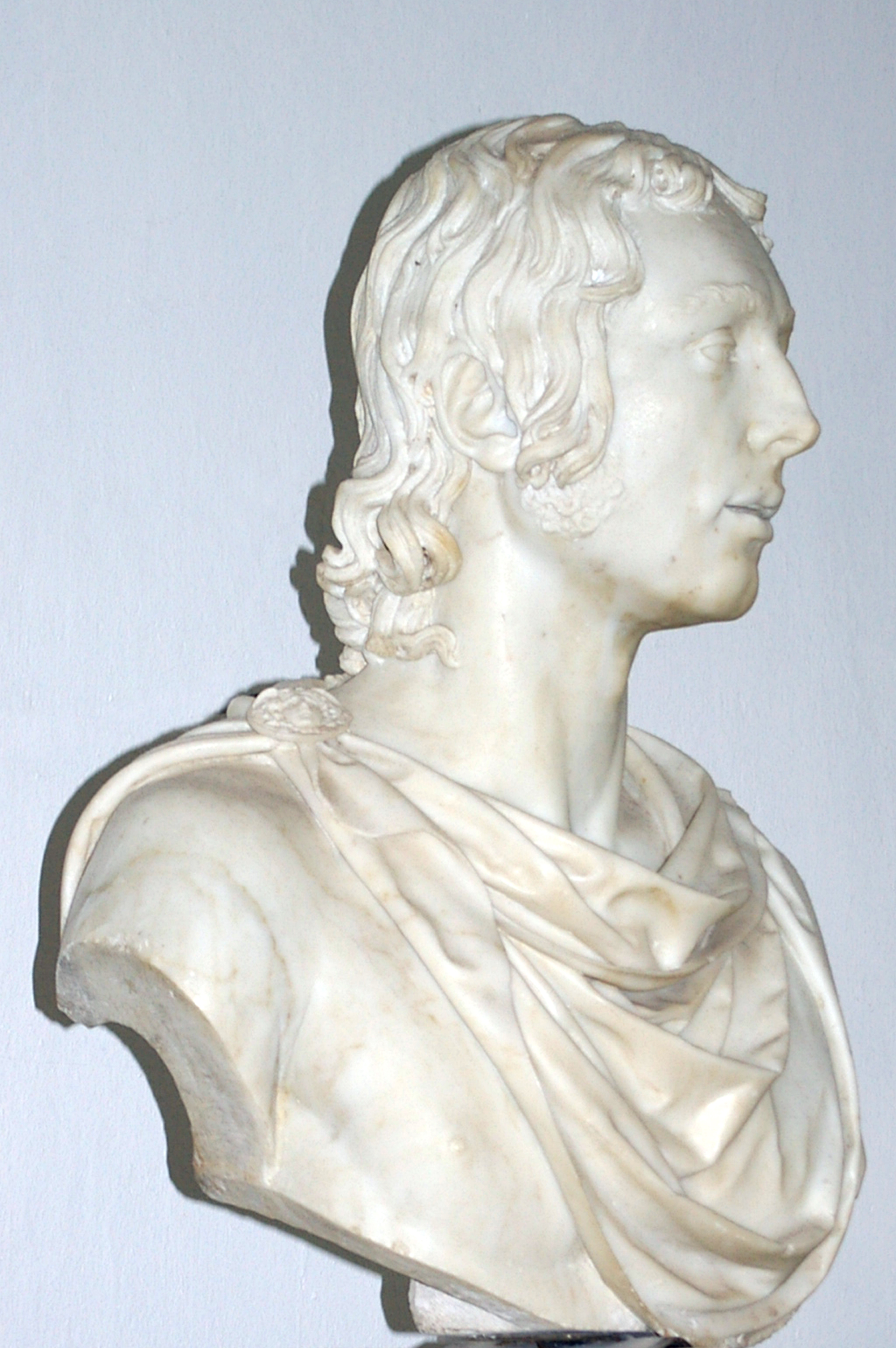
Buste couronnant le cénotaphe de Desaix, par Angelo Pizzi.

### Sources et bibliographie
- Jean-Luc Rouiller, « Le Valais par les dates : une chronologie des origines à nos jours », Annales valaisannes,‎ 1999, p. 105, 106, 109.
- Le Grand-Saint-Bernard (collectif), dans Les chanoines réguliers de Saint-Augustin en Valais, Bâle, 1997 (Helvetia sacra, IV/1)
- Lucien Quaglia, La maison du Grand-Saint-Bernard des origines aux temps actuels, Martigny, Impr. Pillet, 1972, 565 p. (première édition : 1955).
- Pierre Rouyer (photogr. Andrea Alborno), Un cœur dans les pierres – L'hospice du Grand-Saint-Bernard aujourd'hui, Martigny, Les Éditions du Midi et les Éditions du Grand-Saint-Bernard, 2009 (ISBN 978-2-9700613-2-8).
- Chne Jean-Pierre Voutaz et Pierre Rouyer, Découvrir le Grand-Saint-Bernard, Martigny, les Éditions du Grand-Saint-Bernard, 2013 (ISBN 978-2-8399-1261-7).